# Maison Matheson (Perth)
La maison Matheson (anglais : Matheson House) est une maison historique à Perth en Ontario (Canada. Elle a été construite en 1840 pour Roderick Matheson, un marchand de la région et plus tard un membre du Sénat du Canada.
Le bâtiment en grès de deux étages est de style Palladien. Elle est clôturé par un mur de jardin en pierres. Après la mort de Roderick Matheson en 1873, la maison a été léguée à Arthur James Matheson, avocat et député de l'Assemblée législative de l'Ontario. Après une série de propriétaires subséquents, la maison a été acquise par la municipalité et est devenu le musée de Perth.
La maison a été désignée lieu historique national du Canada en 1966,.